# لويس كاريه (رياضياتي)
لويس كاريه (بالفرنسية: Louis Carré)‏ هو رياضياتي فرنسي، ولد في 26 يوليو 1663 في Nangis ‏ في فرنسا، وتوفي في 11 أبريل 1711 في باريس في فرنسا.